# Aulacodes triplaga
Aulacodes triplaga là một loài bướm đêm trong họ Crambidae.